# وینی دانتاس
وینی دانتاس (به پرتغالی: Vinicius Helder dos Anjos Dantas) مهاجم اهل برزیل است که در شهر برزیل و در تاریخ ۱۴ سپتامبر ۱۹۸۹ به دنیا آمده‌است.
وینی دانتاس در تیم‌های فوتبال باشگاه فوتبال مولده سابقهٔ حضور دارد.